# Солсбери, Ричард Энтони
Ри́чард Э́нтони Со́лсбери (англ. Richard Anthony Salisbury) (2 мая, 1761, Лидс, Англия — 23 марта 1829, Лондон, Англия) — английский ботаник. Член Лондонского королевского общества.

## Биография
Ричард Энтони родился в Лидсе, Англия, в семье Ричарда Маркхема. Изменил свою фамилию на Солсбери.
Солсбери выступал против системы классификации Карла Линнея.
Солсбери был известен тем, что многие ботаники избегали его.

## Семья
Женился на Каролине Стейнфорт в 1796 году. Дочь Элеанор родилась в 1797 году.

## Опубликованные работы
- Icones Stirpium rariorum, 1787
- Prodromus Stirpium in horto ad Chapel Allerton, 1796
- Disaertatio botanica de Erica, 1800
- The Paradisus londinensis, 1805—1808
- Genera of Plants, 1866, edited by J. E. Gray.